# Aloísio Sinésio Bohn
Aloísio Sinésio Bohn, OFS (Montenegro, 11 de setembro de 1934 – Santa Cruz do Sul, 9 de junho de 2022) foi um bispo católico brasileiro. Foi bispo titular e emérito da Diocese de Santa Cruz do Sul. Anteriormente, foi bispo-auxiliar de Brasília e bispo de Novo Hamburgo.

## Formação
Filho de João Bohn Sobrinho e Oliva Paulina Both, nasceu na localidade de Linha Bonita, no município de Montenegro, Rio Grande do Sul. É o terceiro filho de dez irmãos. Estudou o Liceu (atual Ensino Médio) no Seminário Menor São José de Gravataí de 1952 a 1954. Posteriormente, cursou as faculdades de Filosofia, Teologia e Direito Canônico na Pontifícia Universidade Gregoriana em Roma, como aluno do Colégio Pio Brasileiro de 1955 a 1964.

## Presbiterato
Bohn foi ordenado presbítero em Roma em 23 de dezembro de 1962. Exerceu o cargo de vigário paroquial na paróquia São Jorge, em Porto Alegre, de 1964 a 1965. Trabalhou como professor de Teologia e assistente dos estudantes de Filosofia e Teologia da Arquidiocese de Porto Alegre no Seminário Maior de Viamão de 1966 a 1977.

## Episcopado

### Arquidiocese de Brasília
Bohn foi nomeado bispo titular de Abbir Germaniciana e bispo auxiliar da Arquidiocese de Brasília em 27 de junho de 1977 pelo Papa Paulo VI. Possui como lema episcopal OMNES UNUM SINT ("Que todos sejam um").
Foi ordenado bispo em 9 de setembro de 1977 pelo arcebispo de Porto Alegre Dom Vicente Scherer, e coordenantes: o arcebispo de Brasília, Dom José Newton de Almeida Baptista e pelo bispo auxiliar de Brasília Dom Geraldo do Espírito Santo Ávila.

### Diocese de Novo Hamburgo
Em 13 de fevereiro de 1980, Bohn foi nomeado pelo Papa João Paulo II como o primeiro bispo da Diocese de Novo Hamburgo. Em 23 de fevereiro de 1980 assumiu como bispo de Novo Hamburgo, função que exerceu até 1986.
Na Comissão Episcopal de Pastoral da Conferência Nacional dos Bispos do Brasil (CNBB) foi o Bispo responsável pelos setores do Ecumenismo, do Diálogo Inter-religioso e da Pastoral da Juventude durante os anos de 1983 a 1990. De 1992 a 1995 foi o presidente do Conselho Nacional de Igrejas Cristãs (CONIC).

### Diocese de Santa Cruz do Sul
Em 27 de junho de 1986 foi nomeado como sucessor do bispo Dom Alberto Frederico Etges da Diocese de Santa Cruz do Sul. Em 31 de agosto de 1986 assumiu como segundo bispo de Santa Cruz do Sul.
Foi o bispo sagrante nas ordenações episcopais de Dom Gentil Delazari em 1994 e Dom Canísio Klaus em 1998, bem como co-sagrante das ordenações episcopais dos bispos Dom Dadeus Grings em 1991, Dom Paulo Antônio De Conto em 1991, Dom Gílio Felício em 1998, Dom Remídio José Bohn e Dom Alessandro Carmelo Ruffinoni, CS em 2006.[carece de fontes?]
Em 19 de maio de 2010 o Papa Bento XVI aceitou sua renúncia por limite de idade (75 anos), de acordo com o Cânon 401 §1 do Código de Direito Canônico.
Em 2020, Bohn afirmou que estava afastado das atividades pastorais e "bastante fragilizado". O religioso havia enfrentado problemas de saúde nos anos anteriores, como um tumor no pâncreas e a quebra de sua pelve.
Faleceu em 9 de junho de 2022 em virtude de uma pneumonia. O corpo de Dom Aloísio Sinésio será sepultado na Catedral São João Batista, onde acontecerão as celebrações de exéquias.